# Малая Казинка (Воронежская область)
Малая Казинка — село в Павловском районе Воронежской области Российской Федерации. Входит в Гаврильское сельское поселение.

## География
Село располагается в юго-западной части поселения, ниже по течению села Гаврильск. Село протягивается вдоль левого берега Малоказинского водохранилища на реке Гаврило.
Посёлок, как и вся Воронежская область, живёт по Московскому времени.

## История
Село было основано в конце XVIII века как один из трех хуторов под названием Гавриловский (отсюда прежнее название – название Гаврильск 3-й).

## Население
| 1900 | 2007 | 2009 | 2010 | 2011 | 2014 |
| ---- | ---- | ---- | ---- | ---- | ---- |
| 380  | ↘77  | ↘70  | ↘65  | ↗76  | ↘60  |

## Инфраструктура
В селе 1 улица — Победы.